# Grand Prix Kanady 1970
Grand Prix Kanady 1970 (oryg. Player's Canadian Grand Prix) – 11. runda Mistrzostw Świata Formuły 1 w sezonie 1970, która odbyła się 20 września 1970, po raz 2. na torze Circuit Mont-Tremblant.
10. Grand Prix Kanady, 4. zaliczane do Mistrzostw Świata Formuły 1.

## Klasyfikacja
| Legenda oznaczeń w tabelach wyników Wyświetl szablon na nowej stronie | Legenda oznaczeń w tabelach wyników Wyświetl szablon na nowej stronie                                                                     |
| Oznaczenie                                                            | Wyjaśnienie |
| --------------------------------------------------------------------- | --- |
| Złoty                                                                 | Zwycięzca lub mistrzostwo |
| Srebrny                                                               | 2. miejsce lub wicemistrzostwo |
| Brązowy                                                               | 3. miejsce lub II wicemistrzostwo |
| Zielony                                                               | Ukończył, punktował (w klasyfikacji generalnej, gdy zdobył co najmniej jeden punkt na przestrzeni sezonu, poza trzema powyższymi opcjami) |
| Niebieski                                                             | Ukończył, nie punktował (w klasyfikacji generalnej, gdy nie zdobył co najmniej jednego punktu na przestrzeni sezonu)                      |
| Czerwony                                                              | Nie zakwalifikował się (NZ) |
| Czerwony                                                              | Nie prekwalifikował się (NPK) |
| Różowy                                                                | Nie ukończył (NU) |
| Różowy                                                                | Niesklasyfikowany (NS) (w klasyfikacji generalnej, gdy nie został sklasyfikowany w żadnym wyścigu sezonu)                                 |
| Czarny                                                                | Zdyskwalifikowany (DK) |
| Czarny                                                                | Wykluczony (WYK/EX) |
| Biały                                                                 | Nie wystartował (NW) |
| Biały                                                                 | Kontuzjowany (K/INJ) |
| Biały                                                                 | Wyścig odwołany (OD/C) |
| Bez koloru                                                            | Został wycofany (WYC/WD) |
| Bez koloru                                                            | Nie przybył (NP/DNA) |
| Bez koloru                                                            | Nie brał udziału w treningach (NT/DNP) |
| Bez koloru                                                            | Nie został zgłoszony (–) |
| Pogrubienie                                                           | Start z pole position |
| Kursywa                                                               | Najszybsze okrążenie wyścigu |
| †                                                                     | Nie ukończył, ale jego rezultat został zaliczony ze względu na przejechanie więcej niż 90% dystansu wyścigu.                              |
| *                                                                     | Sezon w trakcie |
| 1/2/3                                                                 | Punktowana pozycja w sprincie kwalifikacyjnym                                                                                             |
| Lista systemów punktacji Formuły 1                                    | |

| Pos | No | Kierowca             | Konstruktor        | Okrążeń | Czas/powód NU      | Poz. Start. | Punktów |
| --- | -- | -------------------- | ------------------ | ------- | ------------------ | ----------- | ------- |
| 1   | 18 | Jacky Ickx           | Ferrari            | 90      | 1:21:18.4          | 2           | 9       |
| 2   | 19 | Clay Regazzoni       | Ferrari            | 90      | + 14.8             | 3           | 6       |
| 3   | 20 | Chris Amon           | March-Ford         | 90      | + 57.9             | 6           | 4       |
| 4   | 14 | Pedro Rodríguez      | BRM                | 89      | + 1 okrążenie      | 7           | 3       |
| 5   | 4  | John Surtees         | Surtees-Ford       | 89      | + 1 okrążenie      | 5           | 2       |
| 6   | 6  | Peter Gethin         | McLaren-Ford       | 88      | + 2 okrążenia      | 11          | 1       |
| 7   | 24 | Henri Pescarolo      | Matra              | 87      | + 3 okrążenia      | 8           |         |
| 8   | 23 | Jean-Pierre Beltoise | Matra              | 85      | Sprzęgło           | 13          |         |
| 9   | 2  | François Cevert      | March-Ford         | 85      | + 5 okrążeń        | 4           |         |
| 10  | 16 | George Eaton         | BRM                | 85      | + 5 okrążeń        | 9           |         |
| NS  | 10 | Tim Schenken         | De Tomaso-Ford     | 79      | Nie sklasyfikowany | 17          |         |
| NS  | 9  | Graham Hill          | Lotus-Ford         | 77      | Nie sklasyfikowany | 20          |         |
| NU  | 8  | Andrea de Adamich    | McLaren-Alfa Romeo | 69      | Ciśnienie oleju    | 12          |         |
| NS  | 26 | Ronnie Peterson      | March-Ford         | 65      | Nie sklasyfikowany | 16          |         |
| NU  | 5  | Denny Hulme          | McLaren-Ford       | 58      | Silnik             | 15          |         |
| NU  | 11 | Jack Brabham         | Brabham-Ford       | 57      | Wyciek oleju       | 19          |         |
| NS  | 15 | Jackie Oliver        | BRM                | 52      | Nie sklasyfikowany | 10          |         |
| NU  | 3  | Jackie Stewart       | Tyrrell-Ford       | 31      | Oś                 | 1           |         |
| NU  | 12 | Rolf Stommelen       | Brabham-Ford       | 22      | Sterowność         | 18          |         |
| NU  | 21 | Jo Siffert           | March-Ford         | 21      | Silnik             | 14          |         |